# Provincia de Westland
Westland fue una provincia de Nueva Zelanda desde 1873 hasta la abolición del gobierno provincial en 1876. La capital fue era Hokitika.

## Área e historia
El área era parte de la provincia de Canterbury cuando se crearon las provincias en 1853. En 1868, provocado por el crecimiento de la población asociado con la fiebre del oro de la costa oeste, la región de la costa oeste se separó de la provincia de Canterbury con la formación del Condado de Westland. El límite con Canterbury se definió como la cresta de los Alpes del Sur.
Este condado no era una verdadera provincia, ya que tenía todos los poderes administrativos de un consejo provincial, pero vio que los poderes legislativos permanecían en el Parlamento en Wellington. Los miembros del Parlamento no estaban contentos con tener que dedicar su tiempo a la legislación local, y en 1873 el gobierno elevó al condado al estado provincial completo, la última de las 10 provincias de Nueva Zelanda en ser establecida.
La provincia cubría un área aproximadamente igual a la actual distrito de Westland, en la costa oeste de Nueva Zelanda. El límite con la provincia de Nelson era, según la proclamación de George Grey de febrero de 1853, los ríos Gray y Arnold, el lago Brunner, y desde allí hasta las cabeceras del río Hurunui a través de un territorio entonces prácticamente desconocido.

## Superintendentes
La provincia de Westland tuvo un Superintendente:
| Número | De          | A          | Superintendente |
| ------ | ----------- | ---------- | --------------- |
| 1      | 17 Ene 1874 | 1 Ene 1877 | James Bonar     |